# 沼木村 (三重県)
沼木村（ぬまきむら）は三重県度会郡にあった村。現在の伊勢市の南西端、宮川の下流右岸、横輪川の流域にあたる。

## 地理
- 山岳：鷲嶺、神岳
- 河川：宮川、横輪川、雨渕川

## 歴史
- 1889年（明治22年）4月1日 - 町村制の施行により、円座村・神薗村・上野村・横輪村・下村・菖蒲村・上村・床ノ木村の区域をもって発足。大字上野に村役場を設置。
- 1955年（昭和30年）4月1日 - 伊勢市に編入され、同市円座町・神薗町・上野町・横輪町・矢持町となる。同日沼木村廃止。

## 地域

### 教育
- 沼木村立沼木中学校
- 沼木村立上野小学校
- 沼木村立矢持小学校